# Martin Touzeau
Pour les articles homonymes, voir Touzeau.
Martin Touzeau, né le 30 août 1919 à Toulouse et mort le 11 octobre 2006 à Nachamps, est un militaire et résistant français, Compagnon de la Libération.

## Biographie

### Jeunesse et engagement
Fils d'un scieur de long et d'une mère piqueuse, Martin Touzeau naît le 30 août 1919 à Toulouse. À 18 ans, il décide de s'engager dans l'armée et est affecté en octobre 1937 au 3e régiment de spahis marocains avec lequel il stationne à Meknès.

### Seconde Guerre mondiale
En mai 1940, Martin Touzeau part pour le Levant où il vient d'être muté au 1er régiment de spahis marocains à Alep. Après avoir combattu au sein de l'armée d'armistice lors de la campagne de Syrie, il décide finalement de se rallier à la France libre et part pour la Palestine où il s'engage dans les forces françaises libres. Il rejoint les spahis de la France libre, alors regroupés sous forme de groupe de reconnaissance de corps d'armée. Au sein de la 2e brigade française libre d'Alfred Cazaud, il prend part à la guerre du désert en Libye en tant que chef de char. En septembre 1942, il est affecté au tout nouveau 1er régiment de marche de spahis marocains avec lequel il participe à la seconde bataille d'El Alamein en octobre 1942. Après la campagne de Tunisie au début de l'année 1943, il stationne au Maroc avec son régiment qui est intégré à la 2e division blindée (2e DB) du général Leclerc,.
Promu maréchal des logis en octobre 1943, il se déplace en Angleterre avec la 2e DB en avril 1944 en vue du débarquement en Europe. Le 1er août 1944, il débarque sur Utah Beach et prend part à la bataille de Normandie. Il s'illustre à Francheville le 14 août lorsqu'il prend à partie un char ennemi et contribue à sa destruction, action lui valant une citation à l'ordre de la division. Suivant l'avancée de la division, il participe ensuite à la libération de Paris puis à la bataille des Vosges. Au cours de cette dernière, il obtient une nouvelle citation à l'ordre de la division lorsque, le 21 septembre 1944, durant une patrouille à Doncières, il se porte directement au-devant de l'ennemi pour permettre à un char allié endommagé de se dégager. Après avoir combattu sur le front atlantique au début de l'année 1945, il poursuit la progression de la 2e DB jusqu'à l'Allemagne et termine la guerre à Berchtesgaden.

### Après-Guerre
Promu maréchal des logis-chef à la fin du conflit, Martin Touzeau est démobilisé en août 1945 et s'installe à Saint-Jean-d'Angély, en Charente-Maritime, où il devient chauffeur dans une entreprise de travaux publics. En 1948, il décide de se rengager dans l'armée, cette fois au titre l'Armée de l'Air. Entré comme sergent, il est breveté chef de section en 1949 et promu sergent-chef l'année suivante. Après avoir participé à la guerre d'Indochine pendant deux ans, il est promu adjudant en 1953 puis adjudant-chef en 1956 alors qu'il est affecté à l'atelier d'essais parachutistes du centre d'essais en vol de Brétigny-sur-Orge. Après avoir définitivement pris sa retraite militaire en 1961, il reste au centre d'essai de Brétigny comme technicien civil jursqu'en 1975.
Martin Touzeau meurt le 11 octobre 2006 à Nachamps, en Charente-Maritime, où il est inhumé.

## Décorations
|  |  |  |  |  |  |  |  |  |
|  |  |  |  |  |  |  |  |  |
|  |  |  |  |  |  |  |  |  |
|  |  |  |  |  |  |  |  |  |
|  |  |  |  |  |  |  |  |  |

| Commandeur de l'Ordre de la Légion d'Honneur                         | Commandeur de l'Ordre de la Légion d'Honneur                         | Commandeur de l'Ordre de la Légion d'Honneur                         | Compagnon de la Libération Par décret du 17 novembre 1945 | Compagnon de la Libération Par décret du 17 novembre 1945 | Compagnon de la Libération Par décret du 17 novembre 1945 | Médaille militaire                                                     | Médaille militaire                                                     | Médaille militaire                                                     |
| Officier de l'Ordre national du Mérite                               | Officier de l'Ordre national du Mérite                               | Officier de l'Ordre national du Mérite                               | Croix de guerre 1939-1945 Avec deux étoiles d'argent      | Croix de guerre 1939-1945 Avec deux étoiles d'argent      | Croix de guerre 1939-1945 Avec deux étoiles d'argent      | Croix du combattant volontaire Avec agrafe "Guerre 1939-1945"          | Croix du combattant volontaire Avec agrafe "Guerre 1939-1945"          | Croix du combattant volontaire Avec agrafe "Guerre 1939-1945"          |
| Croix du combattant volontaire de la Résistance                      | Croix du combattant volontaire de la Résistance                      | Croix du combattant volontaire de la Résistance                      | Croix du combattant                                       | Croix du combattant                                       | Croix du combattant                                       | Médaille coloniale Avec agrafes "Libye", "Tunisie" et "Extrême-Orient" | Médaille coloniale Avec agrafes "Libye", "Tunisie" et "Extrême-Orient" | Médaille coloniale Avec agrafes "Libye", "Tunisie" et "Extrême-Orient" |
| Médaille commémorative des services volontaires dans la France libre | Médaille commémorative des services volontaires dans la France libre | Médaille commémorative des services volontaires dans la France libre | Médaille commémorative française de la guerre 1939-1945   | Médaille commémorative française de la guerre 1939-1945   | Médaille commémorative française de la guerre 1939-1945   | Médaille commémorative de la campagne d'Indochine                      | Médaille commémorative de la campagne d'Indochine                      | Médaille commémorative de la campagne d'Indochine                      |
| Presidential Unit Citation (États-Unis)                              |                                                                      |                                                                      |                                                           |                                                           |                                                           |                                                                        |                                                                        |                                                                        |